# Frederick Banting
Sir Frederick Grant Banting KBE, MC, FRSC (Alliston, Canadà, 14 de novembre de 1891 - Musgrave Harbour, 21 de febrer de 1941) fou un metge i professor universitari canadenc guardonat amb el Premi Nobel de Medicina o Fisiologia l'any 1932 pel seu descobriment de la insulina.

## Biografia
Va néixer el 14 de novembre de 1891 a la ciutat d'Alliston, població situada a la província d'Ontario. Va estudiar medicina a la Universitat de Toronto, on es graduà l'any 1916, i va ser metge militar durant la Primera Guerra Mundial. Posteriorment va ser ajudant de fisiologia a la Universitat d'Ontario Occidental i a partir de 1921 professor a la de Toronto.
El 1934 fou nomenat Cavaller Comandant de l'Imperi Britànic per part del rei Jordi V del Regne Unit. Va morir el 21 de febrer de 1941 en un accident aeri a Musgrave Harbour, població situada a l'illa de Terranova, quan es dirigia a Anglaterra, i fou enterrat a Toronto.

## Recerca científica

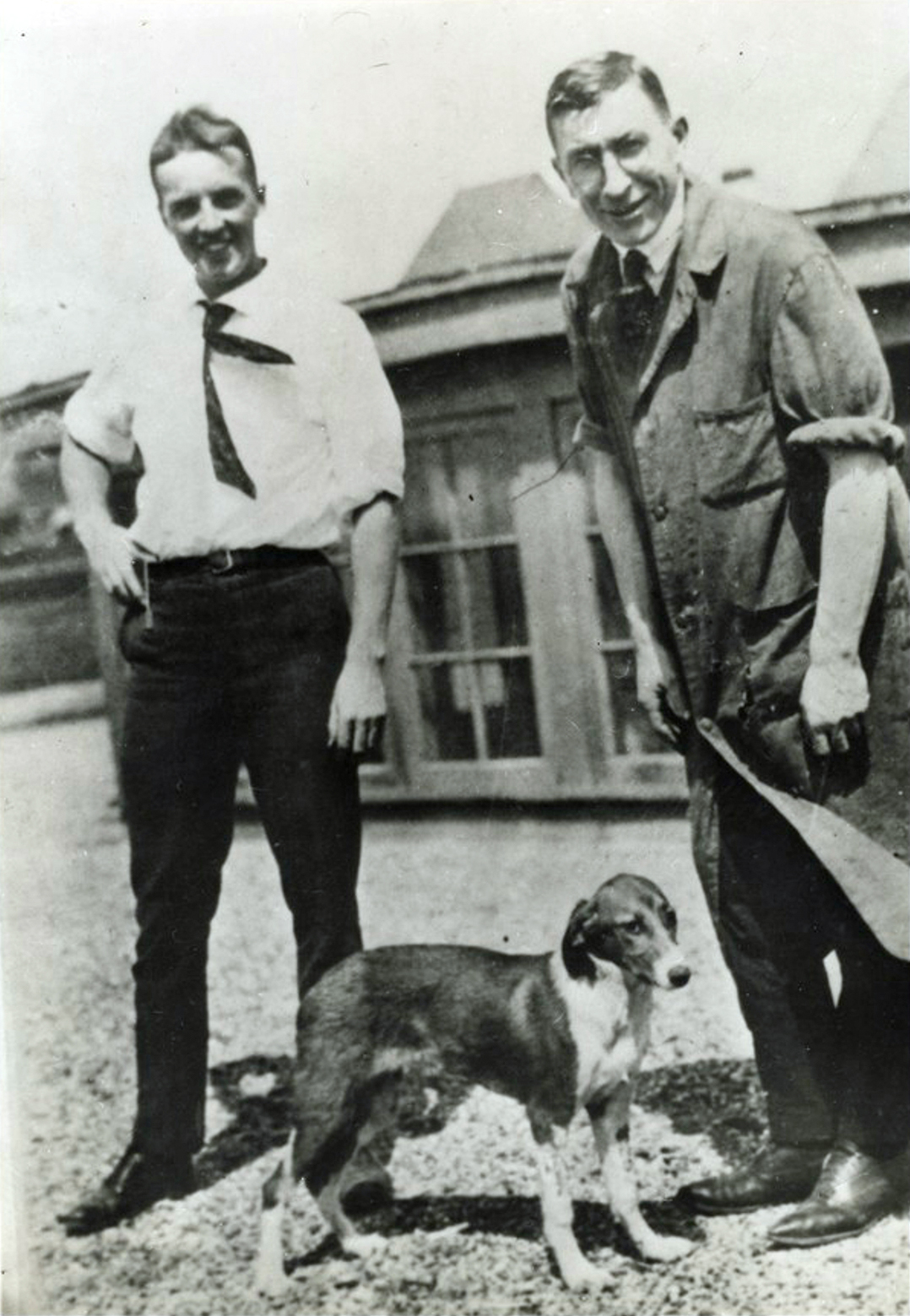
Charles Best (esquerra) i Frederick Banting (dreta)

Durant la seva estada a la Universitat d'Ontario Occidental, i concretament la nit del 31 d'octubre de 1920, mitjançant la lectura rutinària d'articles en un diari mèdic va anotar una idea per a un mètode d'aïllar la secreció interna del pàncrees, el pas crucial necessitat per al tractament eficaç per la diabetis. Fins aquell moment tots els mètodes per obtenir una secreció útil que es podria administrar amb seguretat als éssers humans havien fracassat. Descontentat amb la seva pràctica i fascinat per la seva idea, Banting va traslladar-se a Toronto, on el 17 de maig de 1921 va iniciar la seva recerca a la universitat de Toronto, sota supervisió del professor John Macleod, l'ajuda de Charles Best i l'assessorament del químic James Collip, arribant al descobriment de la insulina a inicis de l'any 1922.
L'any 1923 fou guardonat, juntament amb John MacLeod, amb el Premi Nobel de Medicina o Fisiologia pel descobriment de la insulina. Descontent per no haver estat reconeguts els treballs de Charles Best compartí la recompensa monetària del Premi Nobel amb ell, alhora que MacLeod ho feu amb James Collip.
Posteriorment continuà la seva recerca científica a l'Institut Banting, creat l'any 1930, realitzant investigacions sobre el càncer, l'escorça suprarenal i la silicosi.

## Reconeixements
En honor seu s'anomenà el cràter Banting sobre la superfície de la Lluna així com l'asteroide (43293) Banting descobert l'1 d'abril de l'any 2000 per l'astrònom John Broughton.